# 2018-as atlétikai Európa-bajnokság
A 2018-as atlétikai Európa-bajnokság volt a 24. szabadtéri Eb. A versenyeket augusztus 7. és 12. között rendezték Berlinben, Németországban.

## A magyar sportolók eredményei
| Érem  | Versenyző    | Versenyszám         | Dátum        |
| ----- | ------------ | ------------------- | ------------ |
| Bronz | Halász Bence | Férfi kalapácsvetés | augusztus 7. |

## Éremtáblázat
Rendező
    Magyarország
| Helyezés | Nemzet              | Arany | Ezüst | Bronz | Összesen |
| 1.       | Nagy-Britannia      | 7     | 5     | 6     | 18       |
| 2.       | Lengyelország       | 7     | 4     | 1     | 12       |
| 3.       | Németország         | 6     | 7     | 6     | 19       |
| 4.       | Franciaország       | 3     | 4     | 3     | 10       |
| 5.       | Belgium             | 3     | 2     | 1     | 6        |
| 5.       | Görögország         | 3     | 2     | 1     | 6        |
| 7.       | Fehéroroszország    | 3     | 1     | 3     | 7        |
| 8.       | Norvégia            | 3     | 1     | 1     | 5        |
| 9.       | Spanyolország       | 2     | 3     | 5     | 10       |
| 10.      | Ukrajna             | 2     | 3     | 2     | 7        |
| 11.      | Portugália          | 2     | 0     | 0     | 2        |
| 12.      | Hollandia           | 1     | 3     | 4     | 8        |
| –        | Független sportolók | 1     | 3     | 2     | 6        |
| 13.      | Törökország         | 1     | 2     | 2     | 4        |
| 14.      | Svájc               | 1     | 2     | 1     | 4        |
| 14.      | Svédország          | 1     | 2     | 1     | 4        |
| 16.      | Olaszország         | 1     | 1     | 4     | 6        |
| 17.      | Litvánia            | 1     | 0     | 1     | 2        |
| 18.      | Horvátország        | 1     | 0     | 0     | 1        |
| 18.      | Izrael              | 1     | 0     | 0     | 1        |
|          |                     |       |       |       |          |
| 20.      | Csehország          | 0     | 2     | 1     | 3        |
| 21.      | Azerbajdzsán        | 0     | 1     | 0     | 1        |
| 21.      | Bulgária            | 0     | 1     | 0     | 1        |
| 21.      | Szlovákia           | 0     | 1     | 0     | 1        |
|          |                     |       |       |       |          |
| 24.      | Ausztria            | 0     | 0     | 2     | 2        |
| 25.      | Észtország          | 0     | 0     | 1     | 1        |
| 25.      | Magyarország        | 0     | 0     | 1     | 1        |
| 25.      | Írország            | 0     | 0     | 1     | 1        |
| Összesen | Összesen            | 50    | 50    | 50    | 150      |

## Eredmények
- WR – világrekord
- CR – Európa-bajnoki rekord
- AR – kontinensrekord
- NR – országos rekord
- PB – egyéni rekord
- WL – az adott évben aktuálisan a világ legjobb eredménye
- EL – az adott évben aktuálisan Európa legjobb eredménye
- SB – az adott évben aktuálisan az egyéni legjobb eredmény
- * – a csillaggal megjelölt sportolók csak az előfutamokban indultak, a döntőben nem

### Férfiak
| Versenyszám     | Arany | Arany        | Ezüst | Ezüst       | Bronz | Bronz       |
| --------------- | --- | ------------ | --- | ----------- | --- | ----------- |
| 100 m           | Zharnel Hughes · Egyesült Királyság                                                                              | 9,95 CR      | Reece Prescod · Egyesült Királyság                                                                          | 9,96        | Jak Ali Harvey · Törökország                                                                                     | 10,01       |
| 200 m           | Ramil Guliyev · Törökország                                                                                      | 19,76 CR     | Nethaneel Mitchell-Blake · Egyesült Királyság                                                               | 20,04       | Alex Wilson · Svájc                                                                                              | 20,04 NR    |
| 400 m           | Matthew Hudson-Smith · Egyesült Királyság                                                                        | 44,78        | Kévin Borlée · Belgium                                                                                      | 45,13       | Jonathan Borlée · Belgium                                                                                        | 45,19       |
| 800 m           | Adam Kszczot · Lengyelország                                                                                     | 1:44,59 SB   | Andreas Kramer · Svédország                                                                                 | 1:45,03 =NR | Pierre-Ambroise Bosse · Franciaország                                                                            | 1:45,30     |
| 1500 m          | Jakob Ingebrigtsen · Norvégia                                                                                    | 3:38,10      | Marcin Lewandowski · Lengyelország                                                                          | 3:38,14     | Jake Wightman · Egyesült Királyság                                                                               | 3:38,25     |
| 5000 m          | Jakob Ingebrigtsen · Norvégia                                                                                    | 13:17,06     | Henrik Ingebrigtsen · Norvégia                                                                              | 13:18,75    | Morhad Amdouni · Franciaország                                                                                   | 13:19,14 SB |
| 10 000 m        | Morhad Amdouni · Franciaország                                                                                   | 28:11,22     | Bashir Abdi · Belgium                                                                                       | 28:11,76    | Yemaneberhan Crippa · Olaszország                                                                                | 28:12,15    |
| Maraton         | Koen Naert · Belgium                                                                                             | 2:09:51 CR   | Tadesse Abraham · Svájc                                                                                     | 2:11:24     | Yassine Rachik · Olaszország                                                                                     | 2:12:09 PB  |
| 110 m gát       | Pascal Martinot-Lagarde · Franciaország                                                                          | 13,17        | Szergej Subenkov Független sportolók                                                                        | 13,17       | Orlando Ortega · Spanyolország                                                                                   | 13,34       |
| 400 m gát       | Karsten Warholm · Norvégia                                                                                       | 47,64        | Yasmani Copello · Törökország                                                                               | 47,81 NR    | Thomas Barr · Írország                                                                                           | 48,31 SB    |
| 3000 m akadály  | Mahiedine Mekhissi-Benabbad · Franciaország                                                                      | 8:31,66      | Fernando Carro · Spanyolország                                                                              | 8:34,16     | Yohanes Chiappinelli · Olaszország                                                                               | 8:35,81     |
| 4 × 100 m váltó | Egyesült Királyság · Chijindu Ujah · Zharnel Hughes · Adam Gemili · Harry Aikines-Aryeetey                       | 37,80        | Törökország · Emre Zafer Barnes · Jak Ali Harvey · Yiğitcan Hekimoğlu · Ramil Guliyev                       | 37,98 NR    | Hollandia · Christopher Garia · Churandy Martina · Hensley Paulina · Taymir Burnet                               | 38,03 NR    |
| 4 × 400 m váltó | Belgium · Dylan Borlée · Jonathan Borlée · Jonathan Sacoor · Kévin Borlée · Robin Vanderbemden* · Julien Watrin* | 2:59,47 EL   | Egyesült Királyság · Rabah Yousif · Dwayne Cowan · Matthew Hudson-Smith · Martyn Rooney · Cameron Chalmers* | 3:00,36 SB  | Spanyolország · Óscar Husillos · Lucas Búa · Samuel García · Bruno Hortelano · Darwin Echeverry* · Mark Ujakpor* | 3:00,78 SB  |
| 20 km gyaloglás | Álvaro Martin · Spanyolország                                                                                    | 1:20:42      | Diego García Carrera · Spanyolország                                                                        | 1:20:48     | Vaszilij Mizinyov Független sportolók                                                                            | 1:20:50     |
| 50 km gyaloglás | Marjan Zakalnyitszkij · Ukrajna                                                                                  | 3:46:35      | Matej Tóth · Szlovákia                                                                                      | 3:47:27     | Dzmitrij Dzjubin · Fehéroroszország                                                                              | 3:47:59 PB  |
| Magasugrás      | Mateusz Przybylko · Németország                                                                                  | 235 cm =PB   | Makszim Nedaszekau · Fehéroroszország                                                                       | 233 cm =PB  | Ilja Ivanjuk Független sportolók                                                                                 | 231 cm PB   |
| Rúdugrás        | Armand Duplantis · Svédország                                                                                    | 6,05 m WU20R | Timur Morgunov Független sportolók                                                                          | 6,00 m PB   | Renaud Lavillenie · Franciaország                                                                                | 5,95 m      |
| Távolugrás      | Miltiádisz Tendóglu · Görögország                                                                                | 825 cm SB    | Fabian Heinle · Németország                                                                                 | 813 cm SB   | Szerhij Nyikiforov · Ukrajna                                                                                     | 813 cm      |
| Hármasugrás     | Nelson Évora · Portugália                                                                                        | 17,10 m SB   | Alexis Copello · Azerbajdzsán                                                                               | 16,93 m     | Dimítriosz Dziámisz · Görögország                                                                                | 16,78 m SB  |
| Súlylökés       | Michał Haratyk · Lengyelország                                                                                   | 21,72 m      | Konrad Bukowiecki · Lengyelország                                                                           | 21,66 m     | David Storl · Németország                                                                                        | 21,41 m     |
| Diszkoszvetés   | Andrius Gudžius · Litvánia                                                                                       | 68,46 m      | Daniel Ståhl · Svédország                                                                                   | 68,23 m     | Lukas Weißhaidinger · Ausztria                                                                                   | 65,14 m     |
| Gerelyhajítás   | Thomas Röhler · Németország                                                                                      | 89,47 m      | Andreas Hofman · Németország                                                                                | 87,60 m     | Magnus Kirt · Észtország                                                                                         | 85,96 m     |
| Kalapácsvetés   | Wojciech Nowicki · Lengyelország                                                                                 | 80,12 m      | Paweł Fajdek · Lengyelország                                                                                | 78,69 m     | Halász Bence · Magyarország                                                                                      | 77,36 m     |
| Tízpróba        | Arthur Abele · Németország                                                                                       | 8431 pont    | Ilja Skurenyov Független sportolók                                                                          | 8321 pont   | Vitalij Zsuk · Fehéroroszország                                                                                  | 8290 pont   |

### Nők
| Versenyszám     | Arany | Arany       | Ezüst | Ezüst        | Bronz | Bronz       |
| --------------- | --- | ----------- | --- | ------------ | --- | ----------- |
| 100 m           | Dina Asher-Smith · Egyesült Királyság | 10,85 =WL   | Gina Lückenkemper · Németország                                                                              | 10,98 =EU23R | Dafne Schippers · Hollandia | 10,99 SB    |
| 200 m           | Dina Asher-Smith · Egyesült Királyság | 21,89 WL    | Dafne Schippers · Hollandia                                                                                  | 22,14 SB     | Jamile Samuel · Hollandia | 22,37 =PB   |
| 400 m           | Justyna Święty · Lengyelország | 50,41 EL    | María Belibaszáki · Görögország                                                                              | 50,45 NR     | Lisanne de Witte · Hollandia | 50,77 NR    |
| 800 m           | Natalija Priscsepa · Ukrajna | 2:00,38     | Rénelle Lamote · Franciaország                                                                               | 2:00,62      | Olha Liahova · Ukrajna | 2:00,79     |
| 1500 m          | Laura Muir · Egyesült Királyság | 4:02,32     | Sofia Ennaoui · Lengyelország                                                                                | 4:03,08      | Laura Weightman · Egyesült Királyság                                                                                             | 4:03,75     |
| 5000 m          | Sifan Hassan · Hollandia | 14:46,12 CR | Eilish McColgan · Egyesült Királyság                                                                         | 14:53,05     | Yasemin Can · Törökország | 14:57,63 SB |
| 10 000 m        | Lonah Chemtai Salpeter · Izrael | 31:43,29    | Susan Krumins · Hollandia                                                                                    | 31:52,55     | Meraf Bahta · Svédország | 32:19,34    |
| Maraton         | Volha Mazuronak · Fehéroroszország | 2:26:22     | Clémens Calvin · Franciaország                                                                               | 2:26:28      | Eva Vrabcová-Nývltová · Csehország                                                                                               | 2:26:31     |
| 100 m gát       | Jelvira Herman · Fehéroroszország | 12,67       | Pamela Dutkiewicz · Németország                                                                              | 12,72        | Cindy Roleder · Németország | 12,77 SB    |
| 400 m gát       | Léa Sprunger · Svájc | 54,33       | Hanna Rizsikova · Ukrajna                                                                                    | 54,51        | Megan Beesley · Egyesült Királyság                                                                                               | 55,31       |
| 3000 m akadály  | Gesa-Felicitas Krause · Németország | 9:19,80 SB  | Fabienne Schlumpf · Svájc                                                                                    | 9:22,29 SB   | Karoline Bjerkeli Grøvdal · Norvégia                                                                                             | 9:24,46     |
| 4 × 100 m váltó | Egyesült Királyság · Asha Philip · Imani Lansiquot · Bianca Williams · Dina Asher-Smith                                                           | 41,88 WL    | Hollandia · Dafne Schippers · Marije van Hunenstijn · Jamile Samuel · Naomi Sedney                           | 42,15 SB     | Németország · Lisa Marie Kwayie · Gina Lückenkemper · Tatjana Pinto · Rebekka Haase                                              | 42,23 SB    |
| 4 × 400 m váltó | Lengyelország · Malgorzata Holub-Kowalik · Iga Baumgart-Witan · Patrycja Wyciszkiewicz · Justyna Święty · Natalia Kaczmarek* · Martyna Dąbrowska* | 3:26,59     | Franciaország · Elea Mariama Diarra · Deborah Sananes · Agnés Raharolahy · Floria Gueï · Estelle Perrossier* | 3:27,17      | Egyesült Királyság · Zoey Clark · Anyika Onuora · Amy Allcock · Eilidh Doyle · Finette Agyapong* · Mary Abichi* · Emily Diamond* | 3:27,40     |
| 20 km gyaloglás | María José Pérez · Spanyolország | 1:26:36 CR  | Anežka Drahotová · Csehország                                                                                | 1:27:03      | Antonella Palmisano · Olaszország                                                                                                | 1:27:30     |
| 50 km gyaloglás | Inês Henriques · Portugália | 4:09:21 CR  | Alina Cvilij · Ukrajna                                                                                       | 4:12:44 NR   | Julia Takács · Spanyolország | 4:15:22     |
| Magasugrás      | Marija Laszickene Független sportolók | 200 cm      | Mirela Demireva · Bulgária                                                                                   | 200 cm       | Marie-Laurence Jungfleish · Németország                                                                                          | 198 cm      |
| Rúdugrás        | Katerína Sztefanídi · Görögország | 4,85 m CR   | Nikoléta Kiriakopolú · Görögország                                                                           | 4,80 m       | Holly Bradshaw · Egyesült Királyság                                                                                              | 4,75 m      |
| Távolugrás      | Malaika Mihambo · Németország | 6,75 m      | Marina Bek · Ukrajna                                                                                         | 6,73 m SB    | Shara Proctor · Egyesült Királyság                                                                                               | 6,70 m      |
| Hármasugrás     | Parászkevi Papakrisztú · Görögország | 14,60 m     | Kristin Gierisch · Németország                                                                               | 14,45 m      | Ana Peleteiro · Spanyolország | 14,44 m     |
| Súlylökés       | Paulina Guba · Lengyelország | 19,33 m     | Christina Schwanitz · Németország                                                                            | 19,19 m      | Aljona Dubickaja · Fehéroroszország                                                                                              | 18,81 m     |
| Diszkoszvetés   | Sandra Perković · Horvátország | 67,62 m     | Nadine Müller · Németország                                                                                  | 63,00 m SB   | Shanice Craft · Németország | 62,46 m     |
| Gerelyhajítás   | Christin Hussong · Németország | 67,90 m CR  | Nikola Ogrodníková · Csehország                                                                              | 61,85 m      | Liveta Jasiūnaitė · Litvánia | 61,59 m     |
| Kalapácsvetés   | Anita Włodarczyk · Lengyelország | 78,94 m CR  | Alexandra Tavernier · Franciaország                                                                          | 74,78 m NR   | Joanna Fiodorow · Lengyelország                                                                                                  | 74,00 m     |
| Hétpróba        | Nafissatou Thiam · Belgium | 6816 pont   | Katarina Johnson-Thompson · Egyesült Királyság                                                               | 6759 pont    | Carolin Schäfer · Németország | 6602 pont   |